# Savigniella costata
Savigniella costata là một loài côn trùng trong họ Nemopteridae thuộc bộ Neuroptera. Loài này được Klug miêu tả năm 1838.